# Federação de Futebol da ASEAN
A Federação de Futebol da ASEAN (AFF) é uma subdivisão de países dentro da Confederação Asiática de Futebol no Sudeste Asiático. A AFF foi fundada em 1984 pelos países da Tailândia, Filipinas, Brunei, Singapura, Malásia, Indonésia, Vietnã, Camboja, Laos e Myanmar.
Em 1996, a federação promoveu a primeira Tiger Cup e desde então tem expandido sua visibilidade ao ser transmitida no México pela TV Azteca, agora como Copa AFF Suzuki (desde 2008) com transmissão também da Canal de las Estrellas e Galavisión.
Hoje, a AFF ainda está se expandindo com a adesão à organização de Timor Leste, em 2004, e Austrália, tornando-se um convidado após a adesão à Confederação Asiática de Futebol em 1º de janeiro de 2006.

## Membros
| País        | Membro desde | Associação Nacional                   | Seleção |
| ----------- | ------------ | ------------------------------------- | ------- |
| Austrália   | 2013         | Football Federation Australia         | M, F    |
| Brunei      | 1984         | Persatuan Bolasepak Brunei Darussalam | M, F    |
| Camboja     | 1996         | Football Federation of Cambodia       | M, F    |
| Filipinas   | 1984         | Philippine Football Federation        | M, F    |
| Indonésia   | 1984         | Persatuan Sepakbola Seluruh Indonesia | M, F    |
| Laos        | 1996         | Federação Laociana de Futebol         | M, F    |
| Malásia     | 1984         | Persatuan Bola Sepak Malaysia         | M, F    |
| Myanmar     | 1996         | Myanmar Football Federation           | M, F    |
| Singapura   | 1984         | Associação de Futebol de Singapura    | M, F    |
| Tailândia   | 1984         | Associação de Futebol da Tailândia    | M, F    |
| Timor-Leste | 2004         | Federação de Futebol de Timor-Leste   | M, F    |
| Vietname    | 1996         | Federação de Futebol do Vietnã        | M, F    |

## Competições

### Homens
- Copa AFF
- Campeonato de Clubes da ASEAN

### Jovens
- Campeonato da AFF de Futebol Sub-19
- Campeonato da AFF de Futebol Sub-16

### Mulheres
- Campeonato Feminino da AFF
- Campeonato da AFF de Futebol Feminino Sub-19
- Campeonato da AFF de Futebol Feminino Sub-16

### Futsal
- Campeonato da AFF de Futsal

## Premiações AFF
O presidente da AFF Sua Alteza Real o Sultão de Pahang HE Sultan Ahmad Shah disse que:
"Nos últimos anos, a ASEAN tem cultivado alguns grandes talentos, e a região está crescendo como uma potência do futebol. Estamos ganhando força em um nível global, e é a hora certa para homenagear os homens e mulheres que dedicaram suas vidas à evolução e honra do esporte mais popular do mundo".
HRH Sultan Haji Ahmad Shah, que também é presidente da Comissão de Seleção do Prêmio, disse que como o futebol na região continuou a se desenvolver e amadurecer, o compromisso demonstrado pela ASEAN é da necessidade de se reconhecer os melhores.
Prêmio Tempo de Colaboração da AFF: H.E. Tengku Tan Sri Dato’ Seri Ahmad Rithauddeen
Prêmio de Benevolência da ASEAN: H.R.H. Sultan Haji Ahmad Shah Al-Musta’in Billah Ibni Al-Marhum Sultan Abu Bakar

### Federação do Ano
| Ano  | Federação |
| ---- | --------- |
| 2013 | Myanmar   |

### Seleção do Ano
| Ano  | Masculino | Feminino | Futsal    |
| ---- | --------- | -------- | --------- |
| 2013 | Singapura | Vietnã   | Tailândia |

### Jogador(a) do Ano
| Ano  | Homens        | Homens   | Mulheres            | Mulheres | Jovens                   | Jovens    | Futsal               | Futsal         |
| Ano  | Nome          | Clube    | Nome                | Clube    | Nome                     | Clube     | Nome                 | Clube          |
| ---- | ------------- | -------- | ------------------- | -------- | ------------------------ | --------- | -------------------- | -------------- |
| 2013 | Shahril Ishak | LionsXII | Dang Thi Kieu Trinh | TP.HCM   | Keoviengphet Liththideth | Ezra F.C. | Suphawut Thueanklang | G.H. Bank RBAC |

### Treinador do Ano
| Ano  | Seleção masculina | Nome              | Seleção feminina | Nome             |
| ---- | ----------------- | ----------------- | ---------------- | ---------------- |
| 2013 | Singapura         | Radojko Avramovic | Myanmar          | Kumada Yoshinori |

### Arbitragem do ano
| Ano  | Árbitro                  | Árbitro             | Assistente   | Assistente              |
| Ano  | Homem                    | Mulher              | Homem        | Mulher                  |
| ---- | ------------------------ | ------------------- | ------------ | ----------------------- |
| 2013 | Abdul Malik Abdul Bashir | Abirami Apbai Naidu | Tang Yew Mun | Widiya Habibah Shamsuri |

### Gol mais bonito da Copa AFF Suzuki de 2012
| Ano  | Nome            | Clube             | Jogo                                              |
| ---- | --------------- | ----------------- | ------------------------------------------------- |
| 2013 | Teerasil Dangda | Muangthong United | Semi Final, Malásia vs. Tailândia, 9 de dezembro. |